# Ella Toone
Ella Toone (ur. 2 września 1999 w Tyldesley) – angielska piłkarka, występująca na pozycji pomocniczki w angielskim klubie Manchester United F.C. oraz w reprezentacji Anglii. Uczestniczka Mistrzostw Świata 2023 i Mistrzostw Europy 2022.

## Statystyki

### Klubowe
Na podstawie:
(stan na 9 grudnia 2023)
| Klub                   | Sezonów | Liga                    | Liga  | Liga   | Puchar krajowy | Puchar krajowy | Kontynentalne | Kontynentalne | Suma  | Suma   |
| Klub                   | Sezonów | Liga                    | Mecze | Bramki | Mecze          | Bramki         | Mecze         | Bramki        | Mecze | Bramki |
| ---------------------- | ------- | ----------------------- | ----- | ------ | -------------- | -------------- | ------------- | ------------- | ----- | ------ |
| Manchester City F.C.   | 2       | FA Women’s Super League | 5     | 0      | 1              | 0              | –             | –             | 6     | 0      |
| Manchester United F.C. | 6       | FA Women’s Super League | 107   | 35     | 24             | 4              | 2             | 0             | 133   | 39     |
|                        | Łącznie | Łącznie                 | 112   | 35     | 25             | 4              | 2             | 0             | 139   | 39     |

### Reprezentacyjne
Na podstawie:
| Rok              | Rozgrywki                 | Mecze | Gole | Kartki |
| ---------------- | ------------------------- | ----- | ---- | ------ |
| 2021             | IO 2020 (Wielka Brytania) | 1     | 0    |        |
| 2021/22          | Eliminacje MŚ 2023        | 10    | 10   |        |
| 2022             | Eliminacje MŚ 2023        | 10    | 10   |        |
| Arnold Clark Cup | 3                         | 0     |      |        |
| EURO 2022        | 6                         | 2     |      |        |
| 2023             | Arnold Clark Cup          | 2     | 0    |        |
| 2023             | MŚ 2023                   | 6     | 1    |        |
| 2023             | Liga Narodów UEFA         | 6     | 1    |        |
| 2023             | Women's Finalissima       | 1     | 1    |        |
|                  |                           |       |      |        |
|                  | Mecze towarzyskie         | 10    | 3    |        |
| Łącznie          | Łącznie                   | 78    | 13   | x0     |

## Najważniejsze sukcesy
Na podstawie:

### Klubowe
- Mistrzyni Anglii 2016
- Puchar Anglii 2016/17

### Reprezentacyjne
- Mistrzyni Europy 2022
- Wicemistrzyni świata 2023